# Dyrehaven
Dyrehaven (dánsky „Jelení park“), oficiálně Jægersborg Dyrehave, je lesopark (původně královská lovecká obora) severně od Kodaně. Rozkládá se na ploše přibližně 1100 hektarů. Dyrehaven je proslulý směsicí mohutných starých dubů a velkou populací jelenů a daňků. Pro své krajinářské hodnoty byl lesopark v roce 2006 vybrán mezi dvanáct nejvýznamnějších architektonických a krajinářských děl dánského kulturního dědictví a na seznam tzv. Dánského kulturního kánonu.  V roce 2010 byl navržen a v roce 2015 zapsán na Seznam světového kulturního dědictví UNESCO, spolu s dalšími lesními komplexy jako Krajina parforsního honu na severu Sjællandu.
Dyrehaven je udržován jako přírodní les s důrazem na přirozený vývoj lesa. Staré stromy se kácejí pouze když představují nebezpečí pro veřejnost. Celkem zde žijí stáda asi 2100 kusů zvěře, z toho 300 jelení zvěře, 1700 daňčí zvěře a 100 kusů jelena siky. Dyrehaven je také místem konání závodu Poustevník (Eremitageløbet) a každoročního Hubertova honu (Hubertusjagten), který se koná první neděli v listopadu. Dříve se zde konal také dostih Fortunløbet, později známý jako Ermelundsløbet.

## Historie

### Oplocení obory

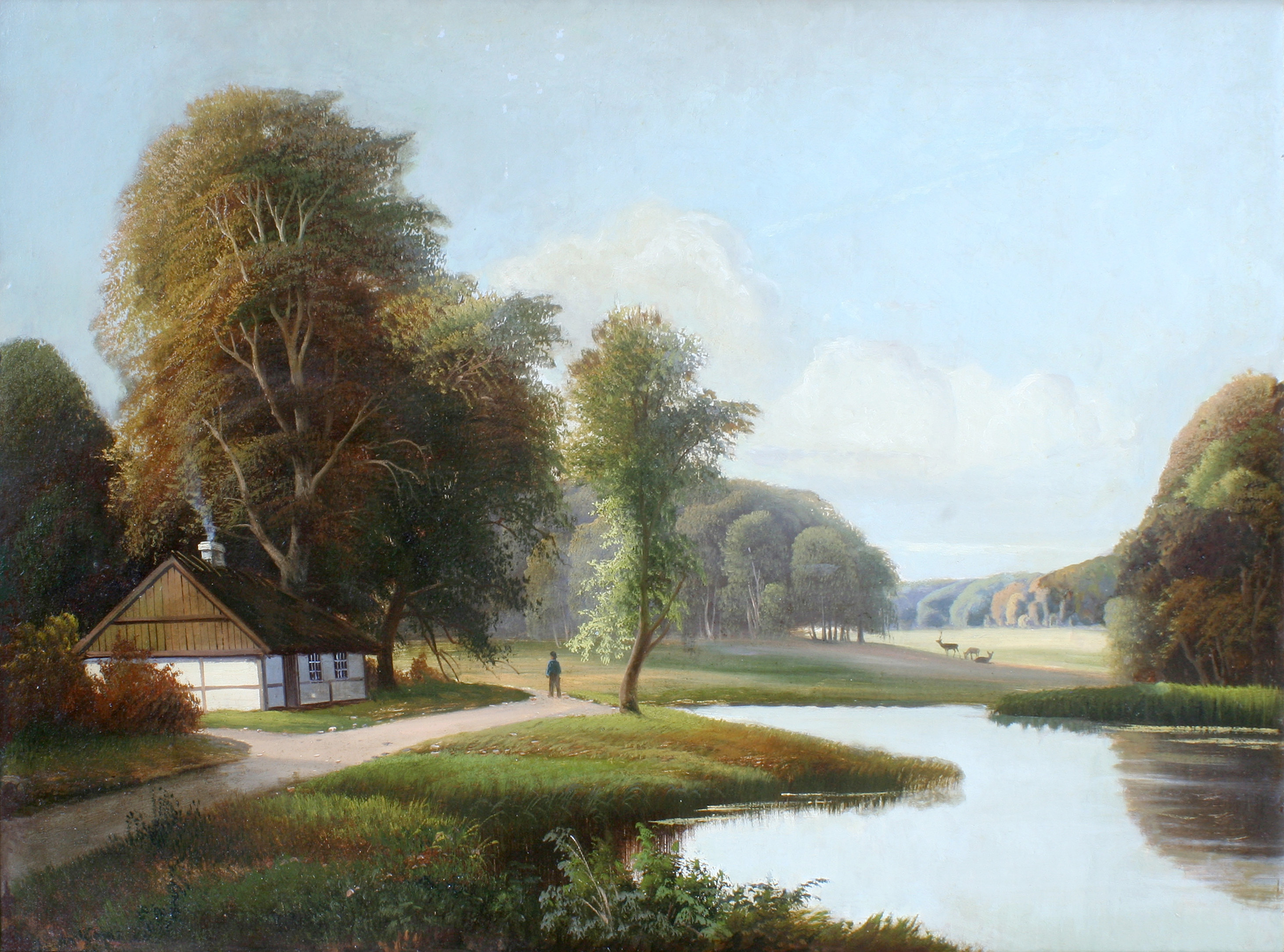
Dyrehaven na malbě z 19. století

V roce 1669 král Frederik III. Dánský rozhodl, že les „Boveskov“ (Bukový les) bude oplocen a do nové obory budou zahnáni divocí jeleni z okolních oblastí. Les se rozkládal v západní a jižní části Dyrehavenu a zahrnoval pozemky užívané zemědělci z vesnice Stokkerup, která ležela severněji. Ohradní práce spočívaly ve vyhloubení příkopu, jehož zemina byla navršena do valu na vnějších stěnách příkopu na opačné straně Na vrcholu valu byly do země zatlučeny sloupky a instalováno oplocení. Tím se jelenům ztížilo přeskočení plotu, protože vyvýšenina mezi příkopem a břehem účinně zvyšovala úroveň plotu. 
Příkop a břeh jsou dodnes patrné na dlouhém úseku v jihovýchodní části současného parku. Práce nebyly nikdy dokončeny, protože Frederik III. zemřel v roce 1670. Původní plány tohoto projektu však stále existují a obora měla mít přibližně 3 čtvereční kilometry. Když se Frederikův syn Kristián V. Dánský stal králem, vypracoval pro Dyrehaven nové a mnohem ambicióznější plány.  

### Rozšíření pro parforsní hony
Během svého vzdělání pobýval Kristián V. na dvoře Ludvíka XIV. ve Francii. Zde se seznámil s jiným druhem lovu, parforsním honem (lov se psy), který si chtěl osvojit. Tento způsob lovu vyžadoval větší plochu, a tak král rozšířil hranice lesoparku, aby zahrnovaly pole až k vesnici Stokkerup (oblast dnes známá jako Eremitagesletten), a také zabral pozemky, které dnes tvoří Jægersborg Hegn. Další ohrazení zvětšilo rozlohu parku na 16 čtverečních kilometrů. Obyvatelům Stokkerupu, jehož vesnický rybník dodnes leží na území Eremitagesletten, bylo nařízeno zbourat své domy a materiál využít k obnově statků v oblasti, které od severních válek zůstaly prázdné. Jako kompenzace jim bylo poskytnuto tříleté období, během něhož byli osvobozeni od daní.

## Oblasti lesoparku

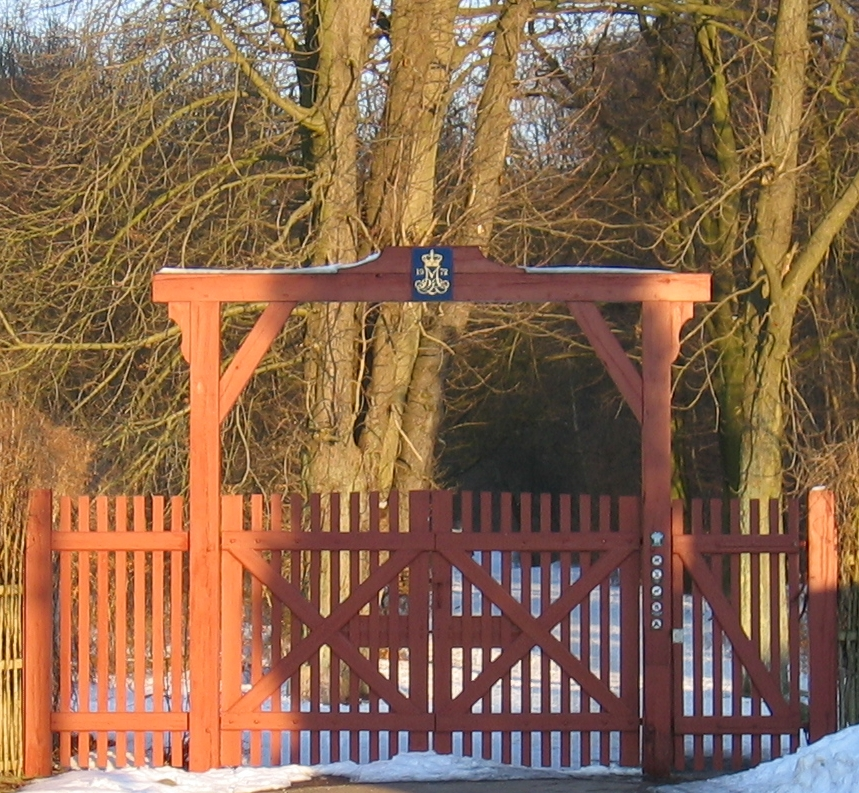
Brána Vesthus, jeden z 15 vstupů do lesoparku

Všechny vstupy do parku mají charakteristickou červenou bránu. Jedním z nejoblíbenějších vstupů je brána Klampenborg v blízkosti nádraží Klampenborg (jihovýchodní roh lesoparku, v blízkosti pobřeží, nejblíže do Kodaně, do které odsud vede železnice). U všech vstupních bran je stejný domek, který slouží jako obydlí lesních strážců. 

### Eremitagesletten
Eremitagesletten je oblast na severu parku. Původně toto území tvořila pole vesnice Stokkerup, ale byla ohrazena, když Kristián V. Dánský oblast rozšiřoval pro Parforsní hon. Důkazem toho jsou jasně patrné cesty, které jsou vytyčeny v klasickém hvězdicovém tvaru, který byl typický pro oblasti využívané při této formě lovu. Uprostřed Eremitagesletten se nachází poustevna, postavená za vlády Kristiána VI.
Eremitagesletten je převážně planina, která je obklopena lesem. Od Hjortekær na severu a na východě se nachází řada kaštanů, které tvoří hranici planiny. Tato řada stromů označovala severní část Dyrehavenu až do roku 1913, kdy byly hranice rozšířeny severně od Mølleåen.

### Mølleåen
Jedná se o oblast severně od Eremitagesletten poblíž Raadvad a podél břehů potoka Millstream. Raadvad je malá lokalita, která byla postavena kolem vodního mlýna ve druhé polovině 18. století a dala jméno známé dánské značce nožů a dalšího kuchyňského vybavení. Všechny budovy jsou nyní památkově chráněny. Sídlí zde centrum pro zachování tradičních řemesel a jsou zde také možné projížďky na koni. Přímo do Raadvad lze dojet autem a je zde několik parkovišť.

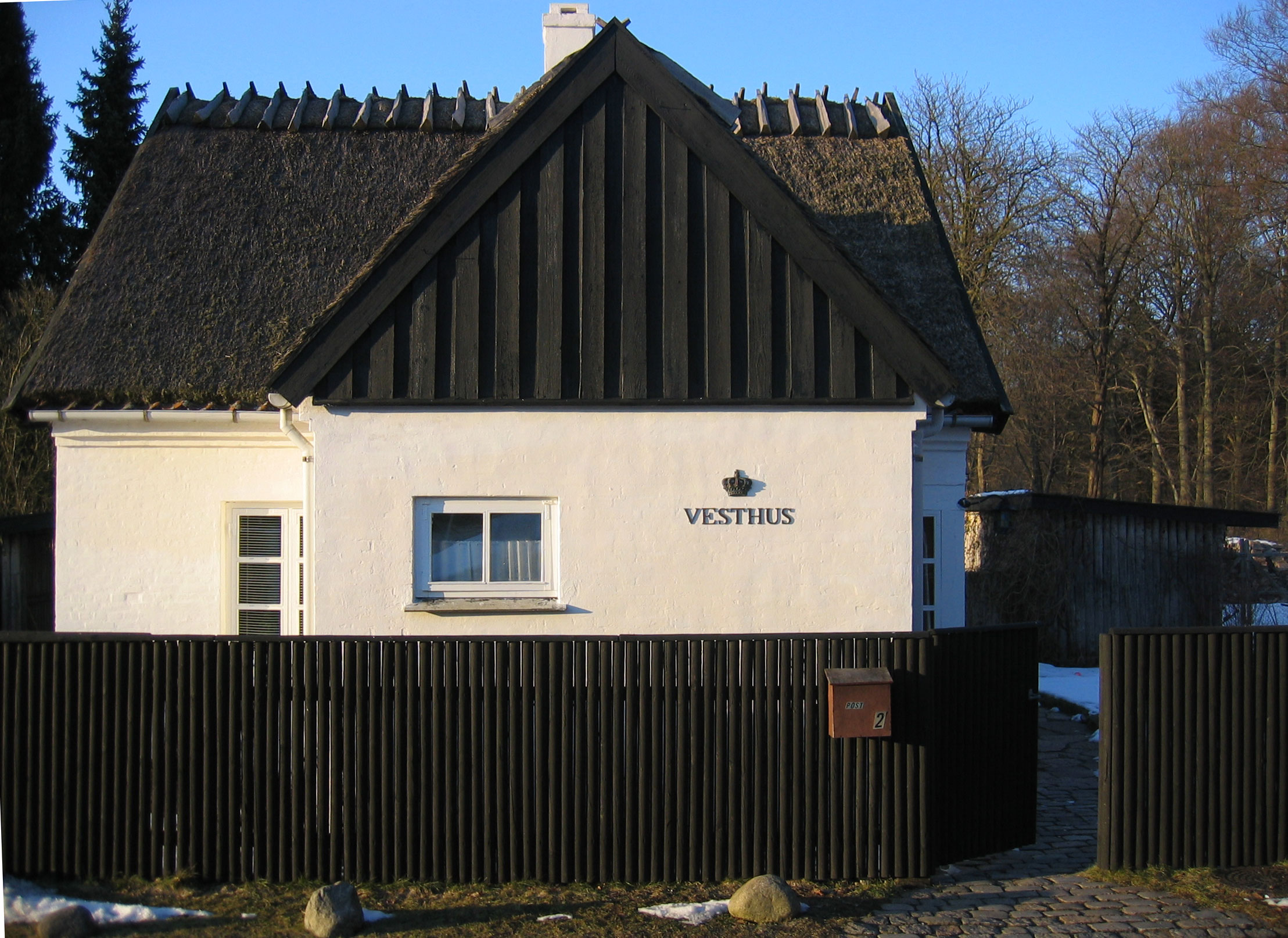
Stejné strážní domky jsou u všech bran
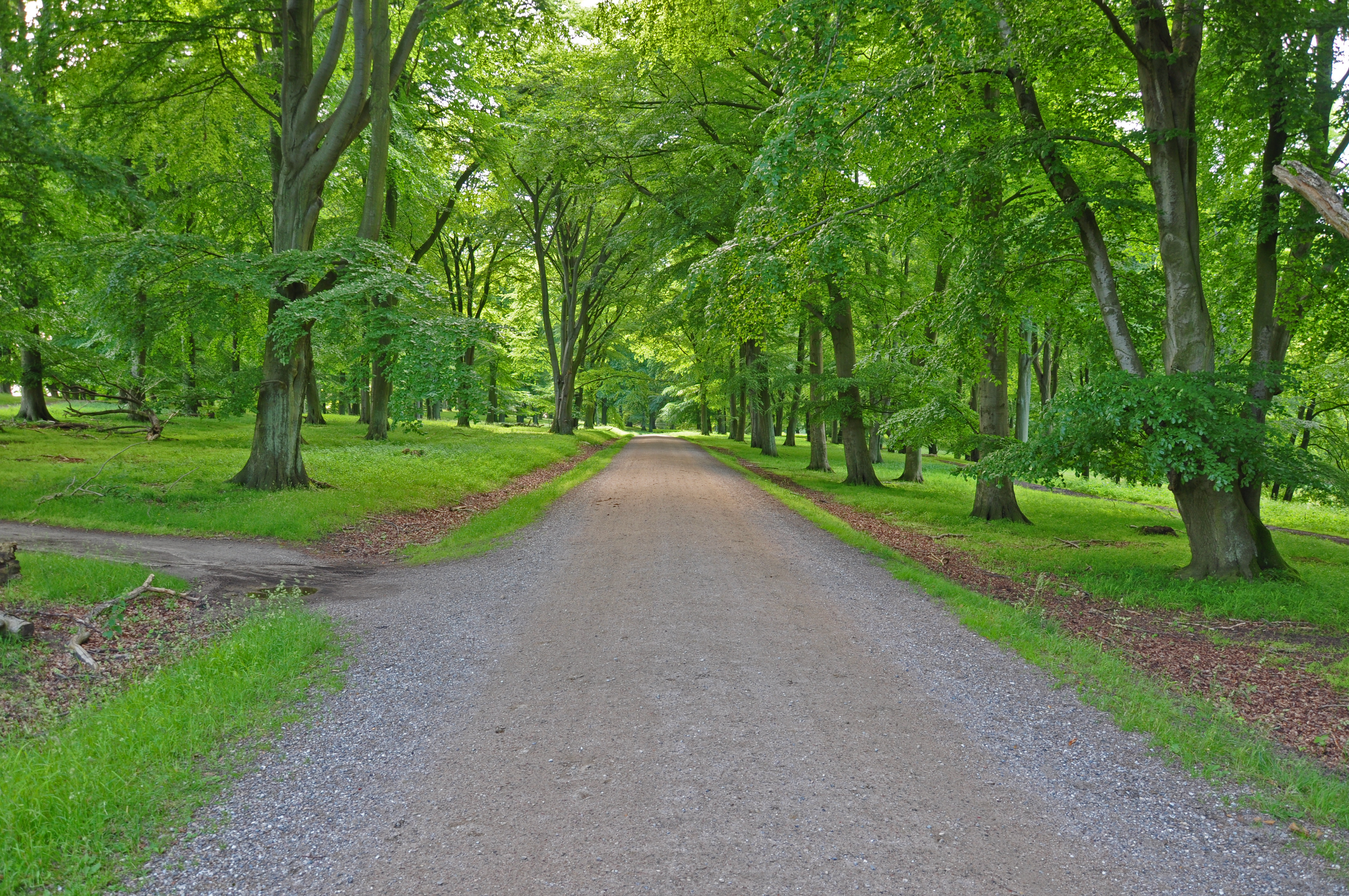
Alej: cesta mezi Eremitagesletten a Raadvad
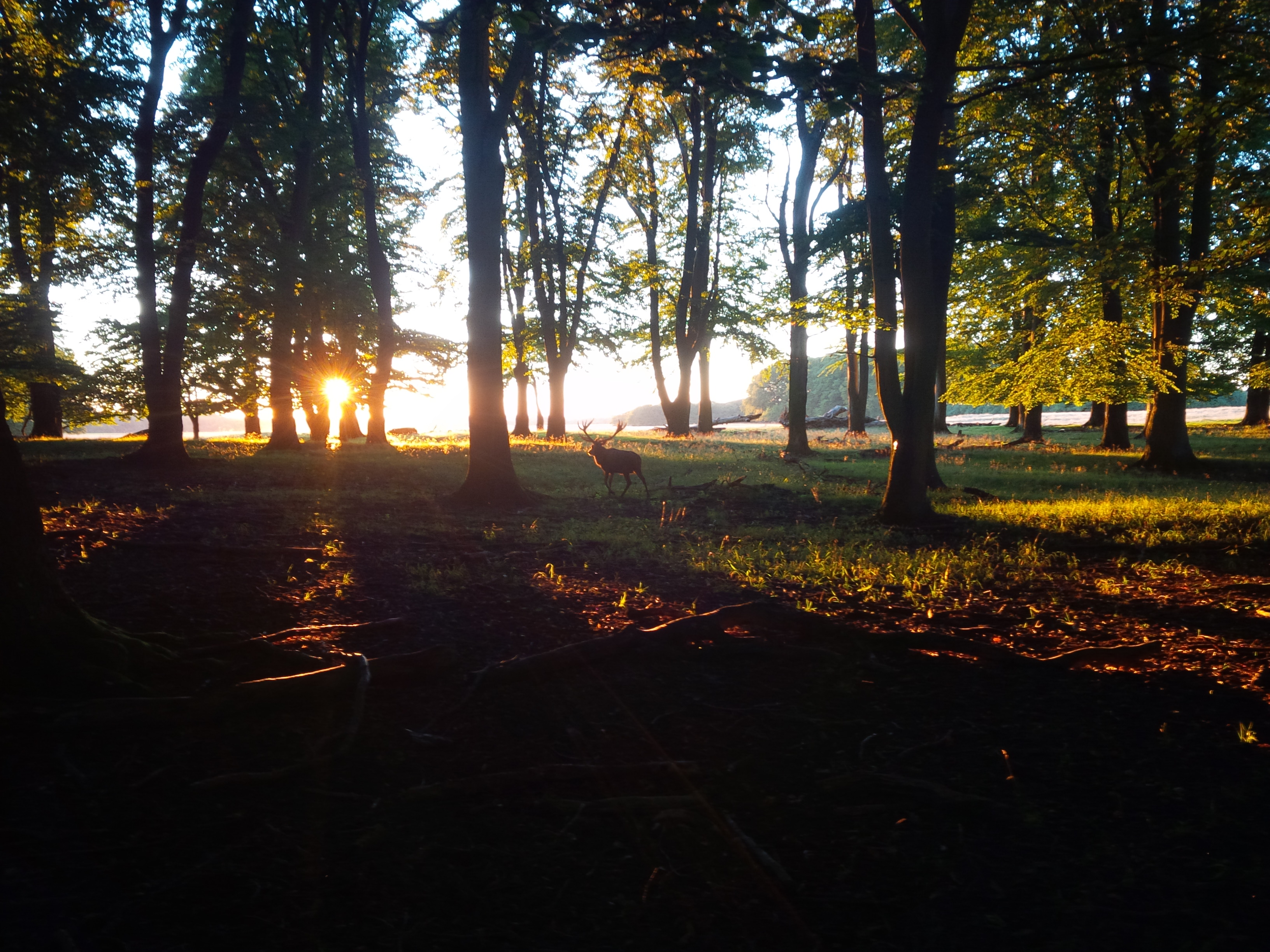
Západ slunce v Dyrehaven
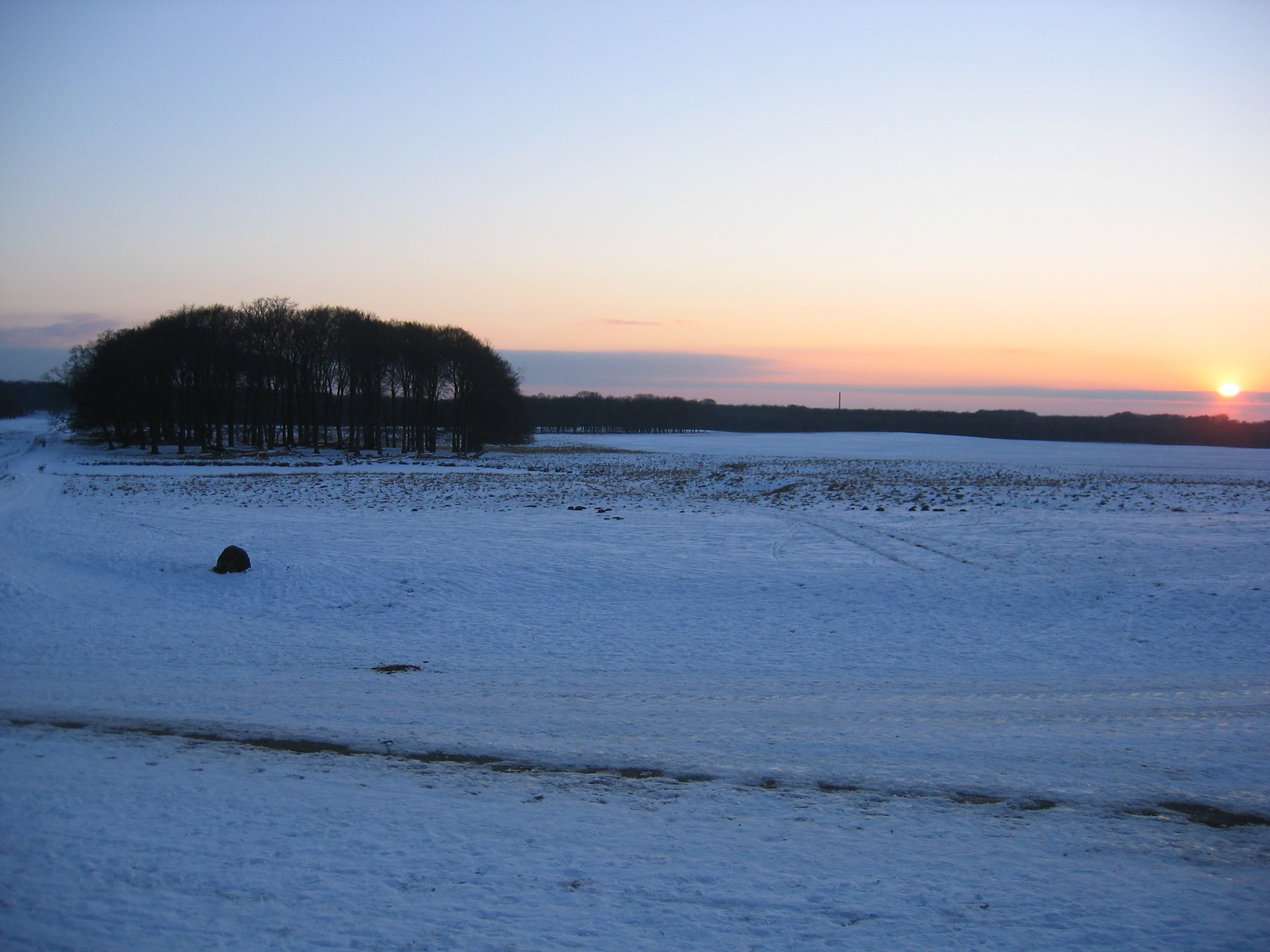
Eremitagesletten v zimě

### Fortunens Indelukke
Fortunens Indelukke je oblast na západě Dyrehavenu. Je zvlášť oplocená a je to jediná část lesa, do které trvale nemají jeleni přístup. Je zde několik dalších oblastí, které bývají zvlášť oplocené, ale vždy jen dočasné, aby se ochránily mladé stromky před okusem.

### Ulvedalene

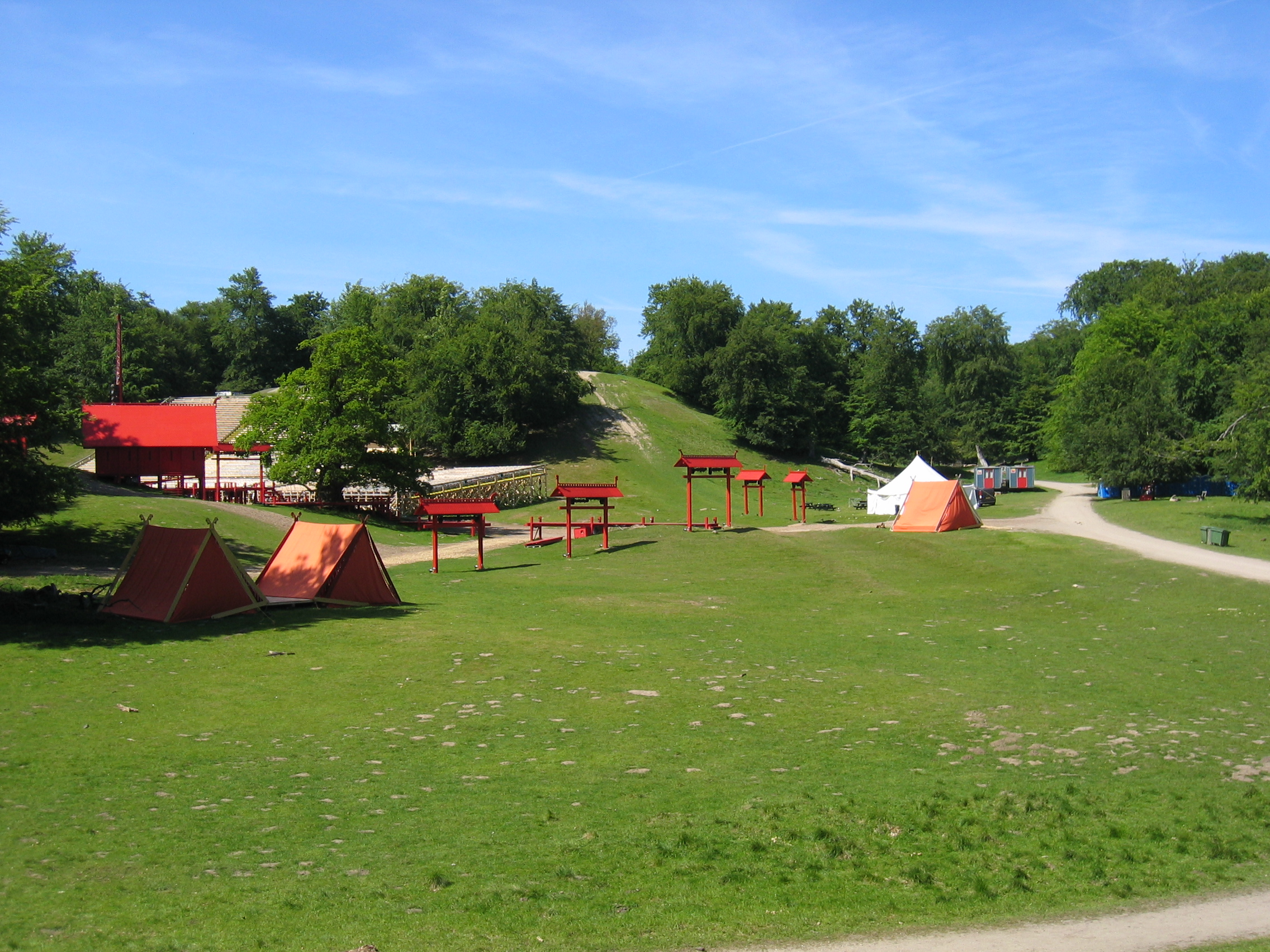
Ulvedalene s Djævlebakken v pozadí, stany a konstrukce jsou součástí divadelní produkce

Ulvedalene má nejhornatější terén v celém lesoparku Dyrehavenu, který vznikl během poslední doby ledové. V této části parku se nachází oblíbená sáňkařská dráha Djævlebakken. Vzniklo zde také divadlo Ulvedalsteateret. Poprvé se zde hrálo v létě 1910 s hrou Adama Gottloba. Nápad vzešel od herce Adama Poulsena a producenta Henrika Cavlinga. Architekt Jens Ferdinand Willumsen vytvořil prostory pro přibližně 4000 sedících a 2000 stojících diváků, což umožnilo snížit cenu vstupenky na dostupnou úroveň. 
Divadlo hrálo až do roku 1949.  Po téměř padesátileté přestávce obnovilo tradici v roce 1996 zpracováním hry Johana Ludviga Heiberga Elverhøj v inscenaci, kterou podporovalo Dánské královské divadlo, Lyngby-Taarbæk Kommune a Kulturby'96. V roce 2004 se stalo trvalou součástí divadelního souboru. Od té doby se uskutečnila další představení, např. Aladin, Ivanhoe nebo Robih Hood. Na rok 2020 byla plánována hra na motivy Hobita od J. R. R. Tolkiena, ale kvůli pandemii covidu-19 byla přesunuta na později.

### Von Langens Plantage
Von Langens Plantage je nejjižnější část Dyrehavenu, která je také nejnavštěvovanější. Nachází se zde více různých objektů a zajímavostí, mezi nimi Dyrehavsbakken, Kirsten Piils Kilde, Peter Lieps Hus a Fortunen. 
Dyrehavsbakken leží na samém jižním okraji, nedaleko od nádraží Klampenborg. Tento zábavní park vznikl již roku 1583, což z něj činí nejstarší zábavní park na světě. Kirsten Piils Kilde je pramen, který byl objeven v roce 1583. Pramen měl údajně  léčivou moc, díky níž se stal poutním místem pro nemocné. Voda je stále pitná. Peter Lieps Hus (Dům Petera Liepse) je dnes známou restaurací. Je pojmenována po prvním dyrehavenském ostrostřelci. Původně se jmenoval Kildehuset (Dům u pramene) a postaven byl asi koncem 18. století. Ale několikrát vyhořel a byl opakovaně přestavován a rozšiřován, naposledy v roce 1960. Fortunen (Štěstěna) je bývalá lesnická stanice na královské lovecké cestě do Dyrehavenu, pojmenovaná po římské bohyni štěstí Fortuně. Nyní se zde nachází hotel a restaurace.

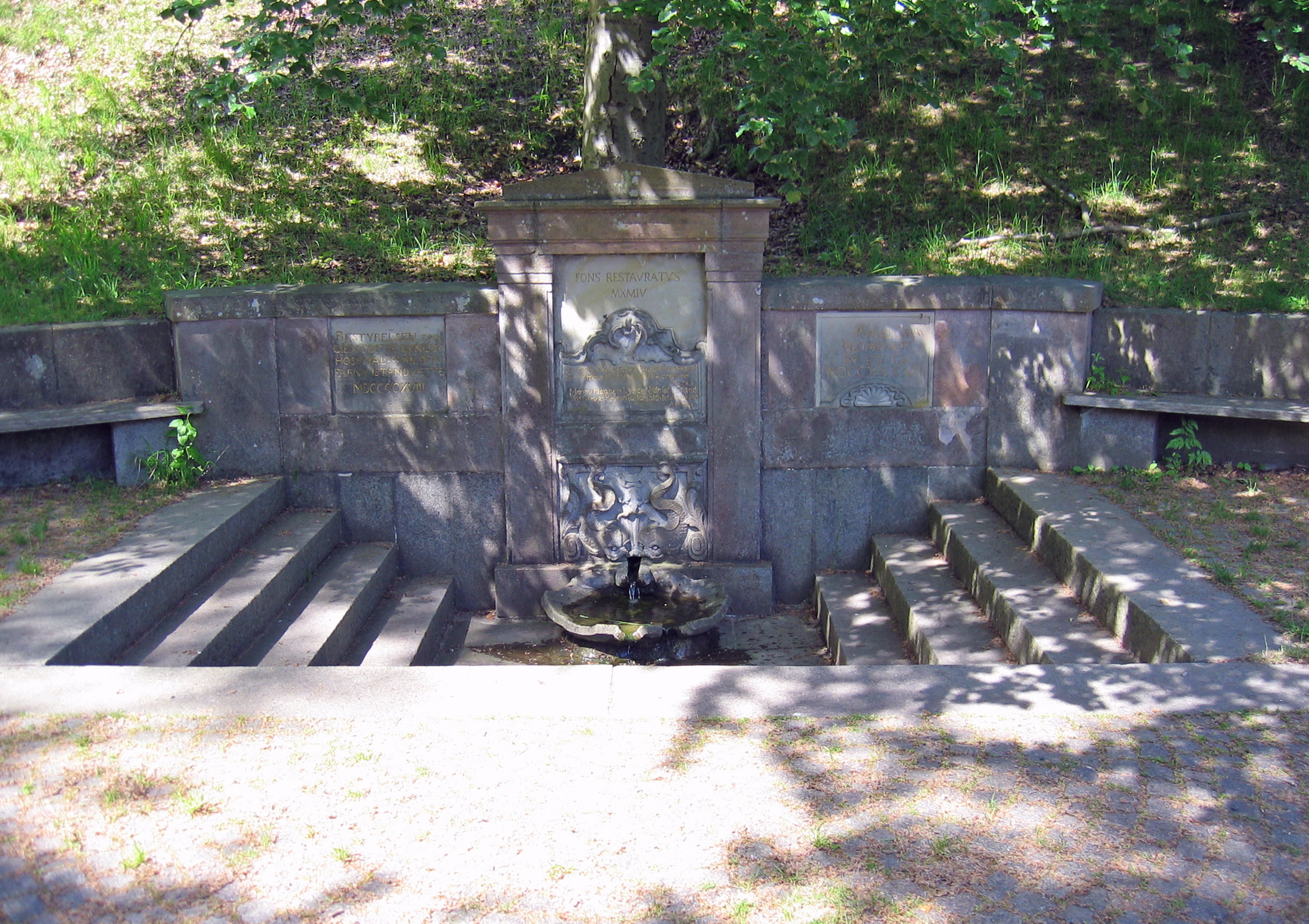
Pramen Kirsten Piils Kilde
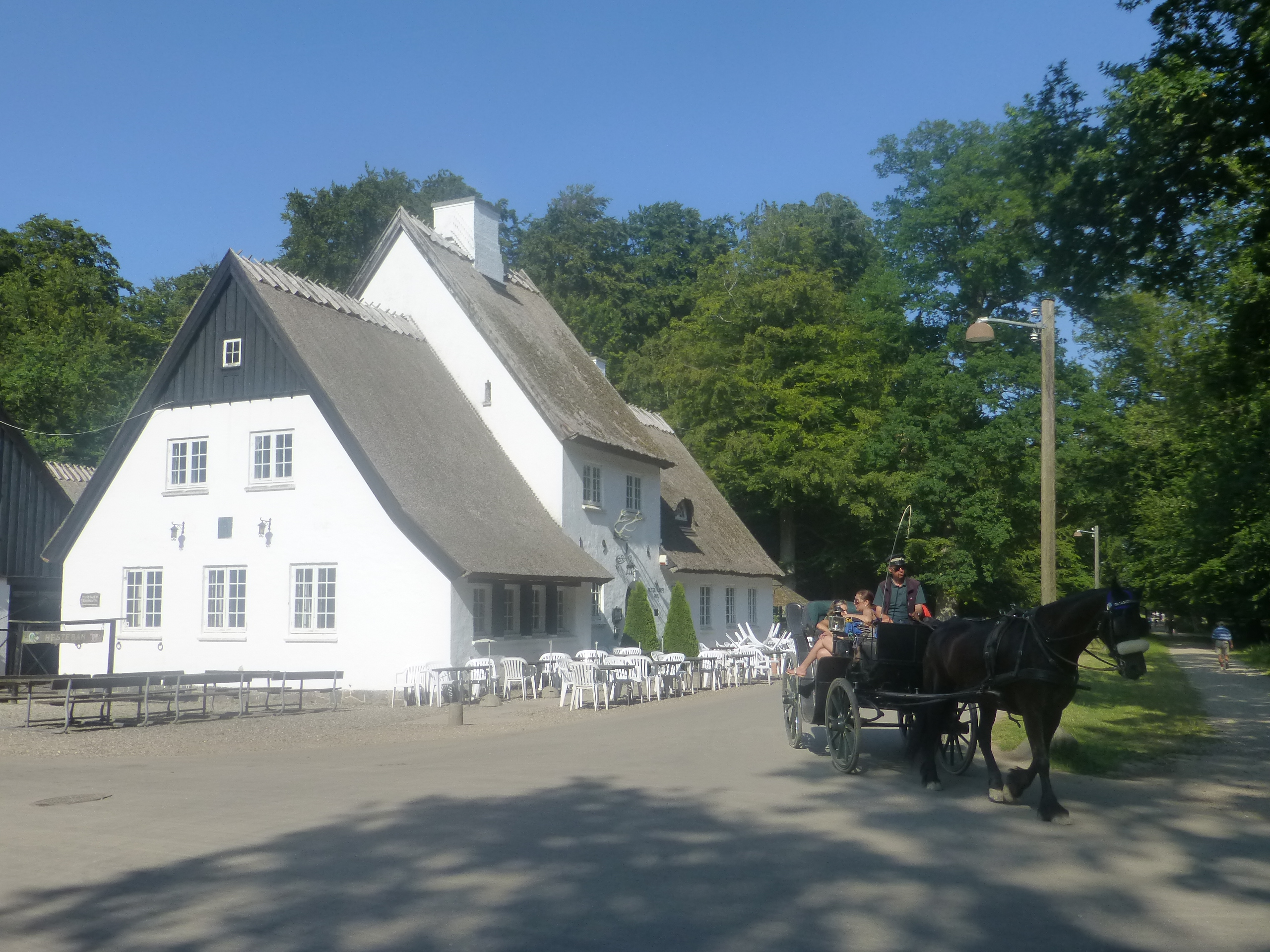
Peter Lieps Hus, nyní restaurace
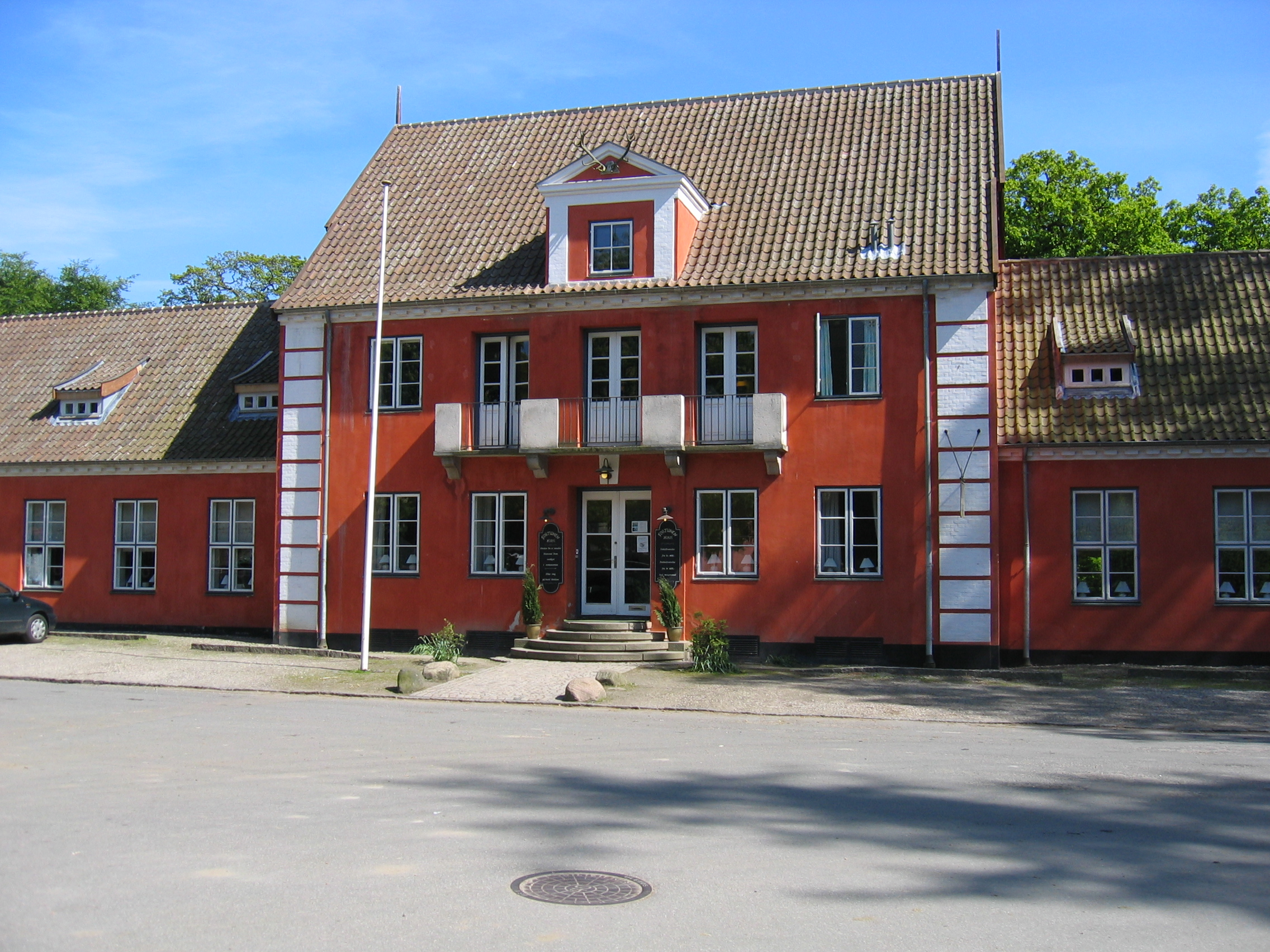
Fortunen: bývalá lesnická stanice, nyní hotel a restaurace
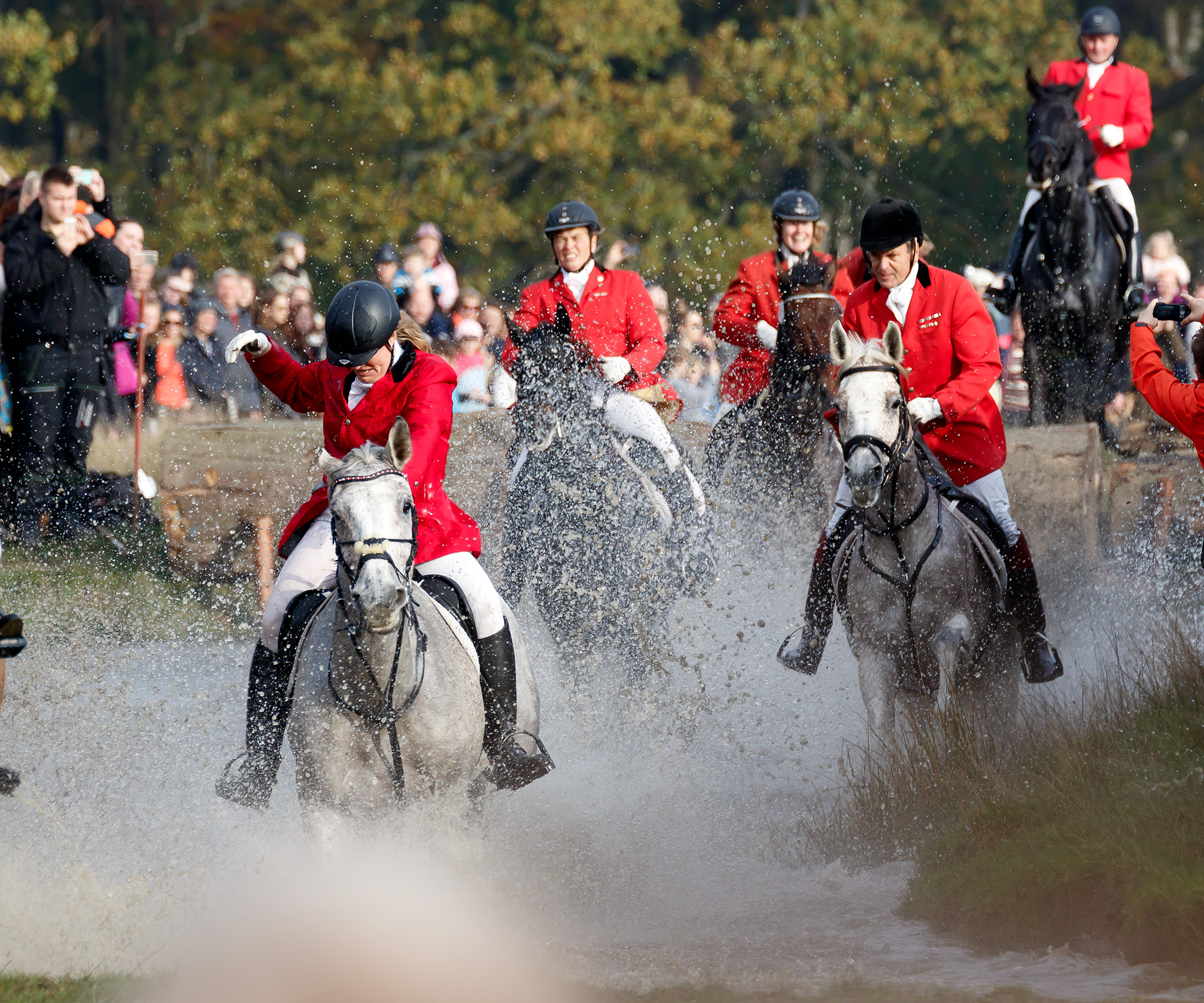
Hubertův hon v roce 2014

## Související zajímavost

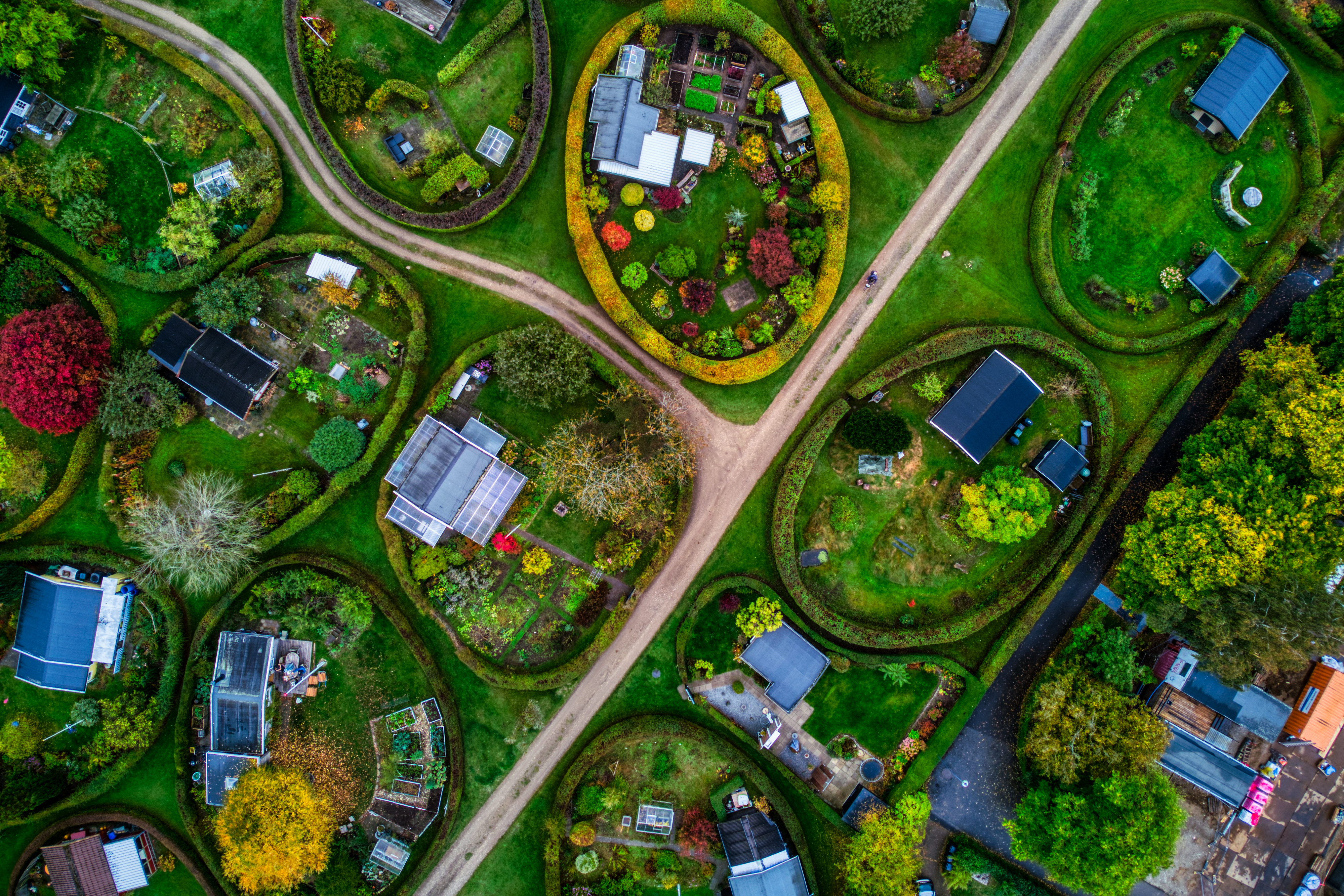
Letecký pohled na oválné zahrady (říjen 2022)

V blízkosti severního okraje lesoparku, u městečka Nærum, se nachází tzv. oválné zahrady (dánsky De Runde Haver nebo De Ovale Haver). Název zahrádkářské kolonie a zahrádkářského spolku je odvozen od zvláštního tvaru zahrad, které mají eliptický půdorys a jsou ohraničené  živým plotem na travnatém, ale kopcovitém pozemku. Neobvyklé uspořádání celé zahrádkářské kolonie v Nærumu navrhl krajinářský architekt Søren Carl Theodor Marius Sørensen v roce 1948.
Zahrady byly vybudovány v letech 1948–1952 a původně jich bylo 44, dnes jich je padesát. Zahrady byly v roce 1991 zapsány na seznam mimořádných zahrad a každoročně je navštěvují zahradní a krajinářští architekti z Evropy, USA a Japonska. V roce 2008 zakoupila jednu ze zahrad s posledním původním zahradním domkem Dánská agentura pro kulturní dědictví, aby zde vytvořila zahradu, která by přesně odpovídala původní podobě z padesátých let. Dřevěný domek však byl už natolik zchátralý, že musel byl zbourán a postaven nový, zahrada byla obnovena přesně podle dochovaných původních plánů.